# Eisenbahnunfall von Gentofte

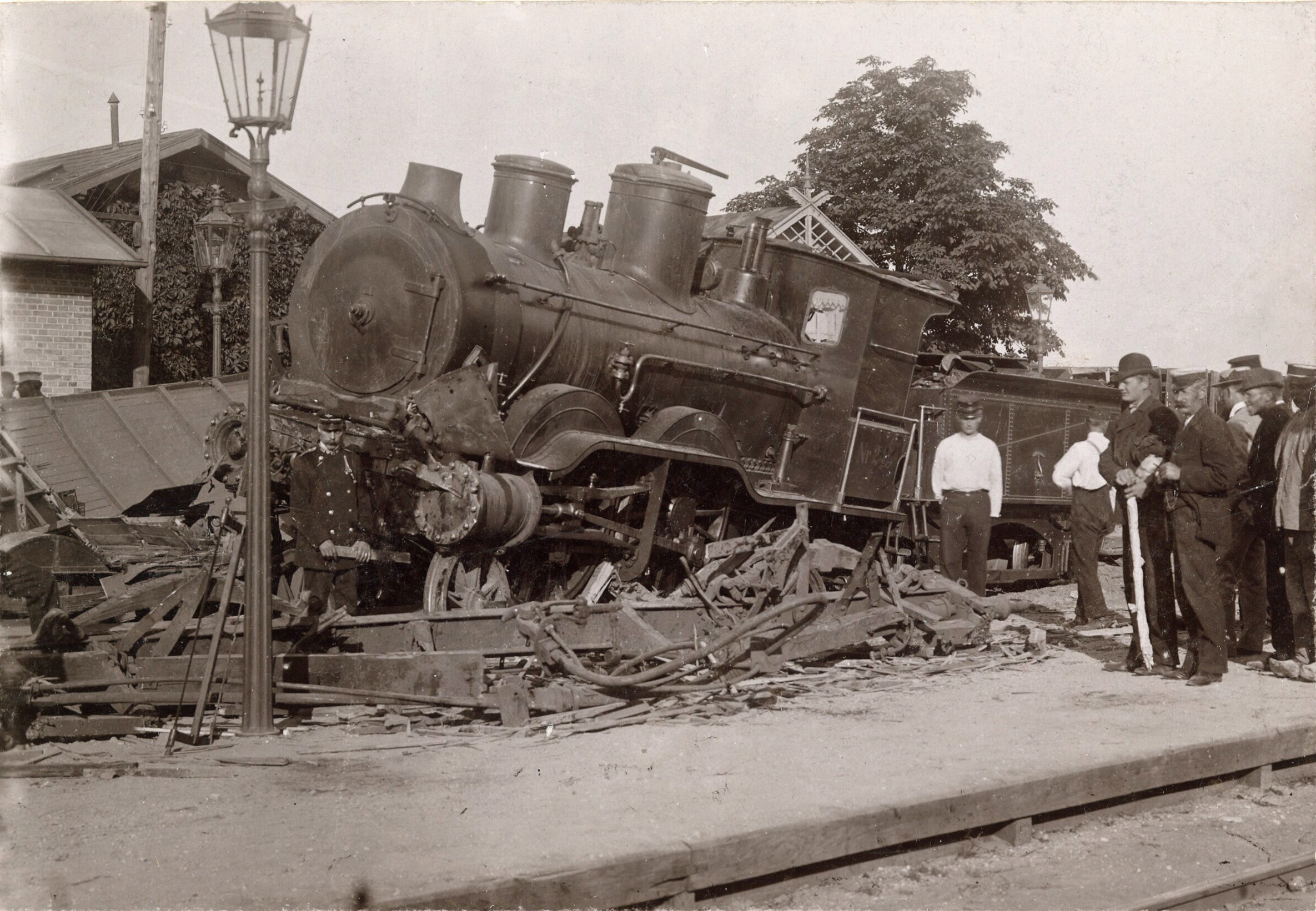
Eisenbahnunfall von Gjentofte

Der Eisenbahnunfall von Gjentofte war ein Auffahrunfall, der sich am Sonntag, dem 11. Juli 1897 gegen 23:30 Uhr, im Bahnhof von Gentofte in Seeland, Dänemark, ereignete. Dabei starben 40 Menschen.

## Ausgangslage
Ein von Helsingør kommender Schnellzug und ein vorausfahrender Personenzug aus Holte nutzten am Abend auf der Nordbane das gleiche Gleis. Der Schnellzug bestand aus der Dampflokomotive CS 245 sowie Packwagen EA 1545 + BE 494 + AE 207 + AE 202 + AB 90 + CE 1313 + CE 1303 + BE 496 + CM 10102 + CC 1273 + CJ 10306 + BH 650 + CD 1301 + CB 951 + CB 1180.
Der Personenzug führte die Ks 272. Er bestand unter anderem aus zehn Personenwagen mit hölzernem Wagenkasten (Postwagen Dc 1492 + Packwagen EA 1543 + BE 504 + BE 508 + AE 203 + AE 205 + AB 88 + CE 1324 + CE 1339 + CK 10008 + CH 1361 + CE 1336 + CE 1335 + CF 1350 + geschlossener Güterwagen IF 4453 + CD 1296) und war aufgrund des starken Ausflugsverkehrs überfüllt und verspätet. Schon während des vorangegangenen Halts in Lyngby, wo ein Fest der Sozialdemokratischen Partei stattgefunden hatte, hatten nicht alle, die mitfahren wollten, einsteigen können. Der Personenzug hielt planmäßig, jedoch verspätet, in Gentofte, der Schnellzug sollte dort durchfahren. Da der Personenzug das Gleis besetzte, zeigte das Einfahrsignal des Bahnhofs Gentofte „Halt“.

## Unfallhergang
Der Lokomotivführer des folgenden Schnellzugs übersah das „Halt“ zeigende Signal. Er fuhr mit der für die Durchfahrt durch den Bahnhof erlaubten Geschwindigkeit, als er den etwa 70 Meter vor ihm im Gleis stehenden Personenzug bemerkte. Er leitete sofort eine Schnellbremsung ein, welche kaum Wirkung zeigte, so dass er auf den Personenzug auffuhr, während die Reisenden auf dem ebenfalls sehr vollen Bahnsteig in Genthofte versuchten, in den überfüllten Personenzug einzusteigen. Lokomotivführer und Heizer des Schnellzugs sprangen vor der Kollision ab. Die letzten vier Wagen des Personenzugs wurden vollständig zertrümmert, der Zug 80 Meter nach vorne geschoben. Die Lokomotive des Schnellzuges kletterte auf die beiden letzten Wagen auf, begrub sie unter sich und zerquetschte sie. Nach der Lokomotive des Schnellzuges lief ein Gepäckwagen, der offensichtlich sehr robust gebaut war und im Gleis blieb. Der folgende Personenwagen erster und zweiter Klasse wurde von dem Gewicht des nachfolgenden Zuges zertrümmert, der dritte Wagen des Zuges kletterte auf und lag auf dessen Dach. In dem Wagen erster und zweiter Klasse befanden sich keine Reisenden.

## Folgen

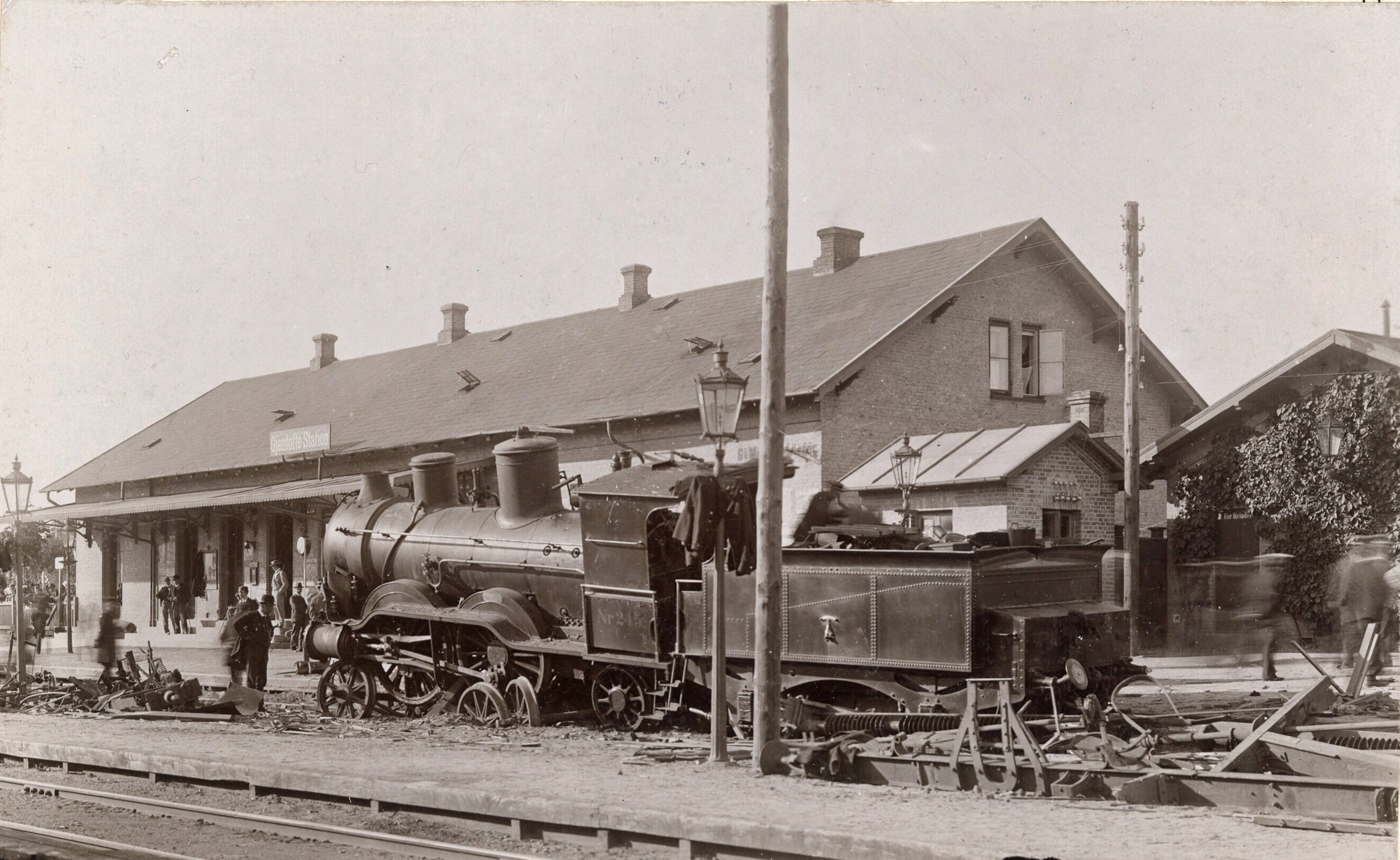
Bahnhof Gjentofte

40 Menschen starben, 32 sofort, 8 weitere später im Krankenhaus. 132 wurden darüber hinaus verletzt, darunter der Dichter Sophus Michaëlis und seine Frau Karin. Unter den Reisenden, sowohl im Zug als auch auf dem Bahnsteig, brach Panik aus.
Herman Bang schreibt dazu: Bei dem Versuch, so schnell wie möglich von der Unfallstelle weg zu kommen, rissen die Unverletzten und Leichtverletzten sämtliche Lichtmasten auf dem Bahnsteig um, so dass anschließend für die Rettungsarbeiten diese Beleuchtung fehlte. Diese Behauptung wird jedoch durch die Fotos der Unfallstelle vom nächsten Tag widerlegt, dort sind die Lampen vorhanden.
Ein Hilfszug fuhr vom Nordbahnhof in Kopenhagen, etwa eine halbe Stunde nachdem sich der Unfall ereignet hatte, zur Unfallstelle ab und nahm unterwegs aus der Kaserne in Hellerup noch Pioniere mit. Husaren der Wache von Schloss Bernstorff wurden für die Rettungsarbeiten herangezogen.
In dem anschließenden Strafprozess behauptete der Lokomotivführer ein Bremsversagen der Saugluftbremse. Er wurde zu vier Monaten Gefängnis verurteilt.